# السائب بن العوام
السائب بن العوام صحابي شهد أحد والخندق والمشاهد كلها مع النبي محمد، وقتل في معركة اليمامة سنة 11 هـ الموافق 632 م. اسمه السائب بن العوام بن خويلد من بني أسد بن عبد العزى، وأمه صفية بنت عبد المطلب، وخاله حمزة بن عبد المطلب، وهو شقيق الصحابي الزبير بن العوام، وعمته أم المؤمنين خديجة بنت خويلد.